# クサナギカズラ

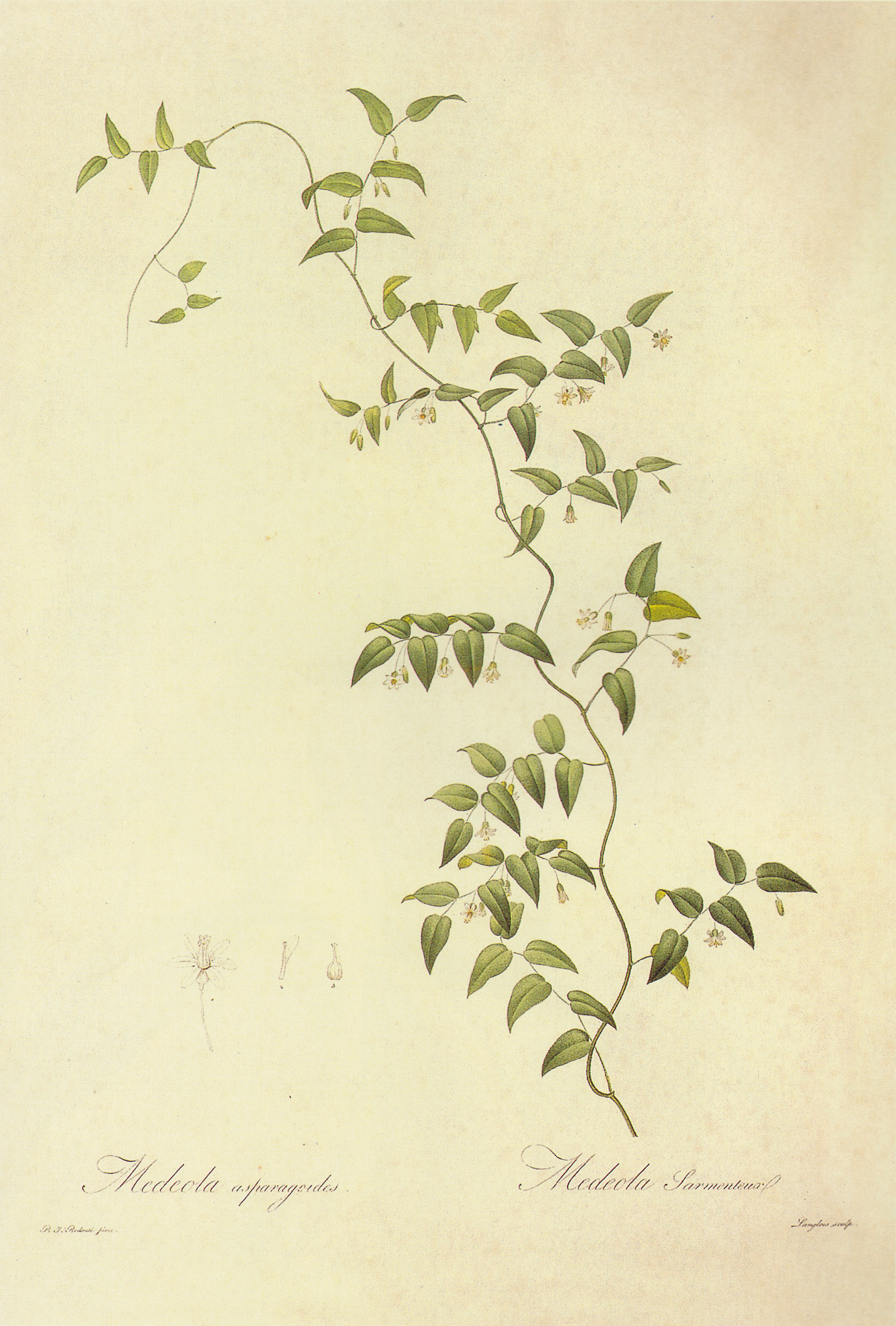
図版

クサナギカズラ Asparagus asparagoides (L.) は、クサスギカズラ属の植物の1つで、観賞用に栽培されるアスパラガスの1つである。仮葉が幅広く、普通の葉のように見える。

## 特徴
蔓性の常緑多年草で、根は紡錘形に肥大する。茎は細くてよく枝を出し、他物に巻き付いて登るように伸び、長さは2-3mに達する。仮葉は互生し、長さは3cm程度、卵円形で先端が尖り、平行脈が走る。葉には光沢がある。
花期は冬。花は細い花柄の上に2-3個ついて、緑白色で芳香がある。液果は暗紫色に熟し、1-3個の種子を含む。

## 名前について
種小名の語尾は「○○もどき」の意味なので、この学名を素直に解釈すると、『アスパラガスに似ているがアスパラガスではないアスパラガス』という奇妙なものとなってしまう。これは、原記載の時、リンネは本種をクサスギカズラ属ではないと判断し、 Medeola asparagoides と命名し、後に本属に移ったことによる。ちなみに本種の異名には Asparagus medeoloides というのがあり、なおさらにややこしいことになっている。この種がサルトリイバラ科のシオデ属（Smilax）と判断されたこともあり、シノニムには Smilax asparagoides hortというのもある。
園芸分野では学名仮名読みのアスパラガス・アスパラゴイデスも通るが、他にアスパラガス・スマイラックスが使われることもある。これは本種の葉がシオデ属のそれに似ているために、その属名Smilax を英語読みして使っているのである。英名もこれに当たる Smilax Asparagusである。更に旧属名の仮名読みであるメディオラが使われることもある。
和名は草竹柏葛の意。

## 分布
南アフリカ原産。

## 利用
観葉植物として栽培される。蔓性なので釣り鉢や行灯仕立て（鉢の上に枠を立てて絡ませる）にするほか、切り花としても利用する。日本には明治10年頃に渡来した。葉の光沢が美しいもので、利用法としては、テーブルデコレーション、ブーケ、コサージなども挙げられる。